# Alicia Brännback
Alicia Brännback, född 28 augusti 2000 i Sverige, är en svensk taekwondoutövare och bronsmedaljör i Europamästerskapen i pumsae 2023.

## Karriär
Brännback började med den koreanska kampsporten taekwondo vid fem års ålder och deltog i sin första internationella tävling 2015. Hon tävlade i de europeiska juniormästerskapen 2015 och de världsmästerskapen i juniorpar 2016. År 2017 placerade hon sig på sjätte plats vid världsmästerskapen i juniorpar (en pojke och en flicka) i traditionell pumsae. År 2018 började hon tävla i seniortävlingar och deltog i världsmästerskapen i Taipei. 
År 2019 tävlade hon i European Open Beach Championships i Antalya och blev silvermedaljör i damernas traditionella pumsae-tävling. Hon deltog i världsmästerskapen 2020 och Europamästerskapen 2021.
Hon vann silvermedaljen i den första Taekwondo Pumsae European Cup 2022 och kvalificerade sig till Europamästerskapen 2023. År 2023, efter att ha förlorat mot Danmarks Eva Sandersen med 14,8 mot 14,9 poäng i semifinalen, blev hon en av bronsmedaljörerna i damernas traditionella pumsae-tävling vid Europamästerskapen i Innsbruck.